# 高丽君主配偶列表
高麗君主配偶，前期君主之正室在君主正式登基之後即是王后，後期則只能稱為王妃，到死後才追諡為王后。以高麗史為基準。
- 在高麗史中，其封爵有以下的原則

| 王太后           | 國王之母且為前任國王正室。                                                     |
| 王后             | 國王之正室（後期改為王妃）                                                     |
| 王太妃           | 國王之正室，但非國王之生母                                                     |
| 王大妃           | 國王之側室，且為王女出身之王后之母（前期）、國王之正室，但非國王之生母（後期） |
| ○○大夫人、夫人   | 側室、妾（於宮中入侍）                                                         |
| ○○府夫人         | ○○地方出身的夫人於宮中入侍                                                     |
| ○○院夫人、堂夫人 | 在首都以外的地方生活的夫人，不在宮中居住 (由國王管治地方的場合入侍)            |

- 高麗制度，君主之母稱王太后，君主之正室稱王后（後期改為王妃），妾有四夫人（貴妃、淑妃、德妃、賢妃），皆為正一品)。靖宗以後再增加宮主、院主、翁主。

## 太祖
初代高麗國王。高麗史上後宮人數最多的國王，王建的後宮為王太后3人、王后3人、大夫人1人、夫人4人、院夫人18人，共29人。

### 神惠王后柳氏
- 本貫：貞州
- 父親：三重大匡柳天弓
- 王建的第1妃

### 莊和王后吳氏
- 本貫：羅州
- 祖父：吳富伅。父親：吳多憐。母親：沙干連位
- 王建的第2妃
- 子：恵宗

### 神明順成王太后劉氏
- 本貫：忠州
- 父親：太師內史令劉兢達(原為忠州當地的豪族)
- 王建的第3妃
- 子：定宗、光宗
- 女：樂浪公主（別名:安貞淑儀公主）嫁新羅敬順王為妃（又稱神鸞宮夫人）、興芳宮主嫁元莊太子。

### 神靜王太后皇甫氏
- 生年不詳-983年（成宗二年）
- 本貫：黃州
- 父親：太尉 三重大匡（追封 忠義公）皇甫悌恭
- 王建的第4妃
- 子：戴宗
- 女：大穆王后嫁高麗光宗。
- 初封明福宮大夫人，穆宗五年四月（1002年）加謚定憲、穆宗五年三月（1014年）加謚懿敬、穆宗十八年四月（1027年）加謚宣徳、文宗十年十月（1056年）加謚慈景、仁宗十八年四月（1140年）加謚柔明、高宗四十年十月（1223年）加謚貞平。

### 神成王太后金氏
- 本貫：慶州
- 父親：匝干金億廉
- 兄長：新羅 敬順王[1]
- 子：安宗郁
- 王建的第5妃

### 貞德王后柳氏
- 本貫：貞州
- 父親：侍中柳德英
- 王建的第6妃
- 子：王位君、仁愛君、元莊太子、助伊君
- 女：文惠王后嫁文元大王貞、宣義王后嫁戴宗

### 獻穆大夫人平氏
- 本貫：慶州
- 父親：佐尹平俊
- 王建的第7妃
- 子：壽命太子

### 貞穆夫人王氏
- 本貫：溟州
- 父親：太師 三重大匡王景（三韓功臣之一）
- 王建的第8妃
- 女：順安王大妃

### 東陽院夫人庾氏
- 本貫：平州
- 父親：三重大匡庾黔弼（平州當地的豪族）
- 王建的第9妃
- 子：孝穆太子義、孝隱太子

### 肅穆夫人失姓
- 本貫：鎮州（鎮川）
- 父親：大匡名 必
- 王建的第10妃
- 子：元寧太子

### 天安府院夫人林氏
- 本貫：慶州
- 父親：太守林彥
- 王建的第11妃
- 子：孝成太子琳珠、孝祗太子

### 興福院夫人洪氏
- 本貫：洪州
- 父親：三重大匡洪規
- 王建的第12妃
- 子：太子 稷
- 女：公主嫁太子 泰

### 後大良院夫人李氏
- 本貫：陝州
- 父親：大匡李元
- 王建的第13妃

### 大溟州院夫人王氏
- 本貫：溟州
- 父親：內史令王乂
- 王建的第14妃

### 廣州院夫人王氏
- 本貫：廣州
- 父親：大匡王規
- 王建的第15妃
- 為小廣州院夫人的姊姊

### 小廣州院夫人王氏
- 本貫：廣州
- 父親：大匡王規
- 王建的第16妃
- 子：廣州院君

### 東山院夫人朴氏
- 本貫：昇州
- 父親：三重大匡朴英規
- 王建的第17妃

### 禮和夫人王氏
- 本貫：春州
- 父親：大匡王柔
- 王建的第18妃

### 大西院夫人金氏
- 本貫：洞州
- 父親：大匡金行波
- 王建的第19妃
- 為王建侍寢後出家
- 與小西院夫人為姊妹[2]

### 小西院夫人金氏
- 本貫：洞州
- 父親：大匡金行波
- 王建的第20妃
- 為王建侍寢後出家

### 西殿院夫人失姓
- 王建的第21妃
- 失其氏族

### 信州院夫人康氏
- 本貫：信州
- 父親：阿飡康起珠
- 王建的 第22妃
- 子：王子(早卒)，後撫養光宗為子

### 月華院夫人失姓
- 本貫：不詳
- 父親：大匡 英章
- 王建的第23妃

### 小黃州院夫人失姓
- 本貫：不詳
- 父親：元甫 順行
- 王建的第24妃

### 聖茂夫人朴氏
- 本貫：平州
- 父親：三重大匡朴智胤
- 王建的第25妃
- 子：孝悌太子、孝明太子、法登君、資利君

### 義城府院夫人洪氏
- 本貫：義城府
- 父親：三重大匡洪儒
- 太祖的第26妃
- 子：義城府院大君

### 月鏡院夫人朴氏
- 本貫：平州
- 父親：三重大匡朴守文
- 太祖四第27妃

### 夢良院夫人朴氏
- 本貫：平州
- 父親：太師 三重大匡朴守卿
- 太祖的第28妃

### 海良院夫人失姓
- 本貫：海平
- 父親：大匡 宣必
- 太祖的第29妃

## 惠宗
高麗第2代王

### 義和王后林氏
- 恵宗第1妃
- 本貫：鎮州
- 父親：大匡 林曦
- 子：興化君
- 女：慶化宮夫人、貞憲公主
- 穆宗五年四月(1002年)加謚成懿、顯宗五年三月(1014年)加謚景信、 穆宗十八年四月(1027年)加謚懷宣、 高宗四十年十月(1253年)加謚靖順

### 後廣州院夫人王氏
- 本貫：廣州
- 父親：大匡 王規
- 與、廣州院夫人、小廣州院夫人為姊妹

### 清州院夫人金氏
- 本貫：清州
- 父親：元甫金兢律

### 宮人連哀伊主
- 本貫：慶州
- 父親：大干連乂
- 子：太子濟
- 女：明惠夫人。

## 定宗
高麗第3代王

### 文恭王后朴氏
- 本貫：昇州
- 父親：三重大匡朴英規
- 定宗的第1妃
- 與太祖之妾東山院夫人及定宗繼妃-文成王后為姊妹

### 文成王后朴氏
- 本貫：昇州
- 父親：三重大匡 朴英規
- 定宗的第2妃
- 與太祖之妾東山院夫人及定宗繼妃-文成王后為姊妹
- 子：慶春院君
- 女：公主嫁孝成太子

### 清州南院夫人金氏
- 本貫：清州
- 父親：元甫金兢律
- 定宗的第3妃
- 與恵宗妾清州院夫人金氏為姊妹

## 光宗
高麗第4代王

### 大穆王后皇甫氏
- 父親：太祖之女(同父異母，為光宗之妹)
- 子：景宗(第5代國王)、孝和太子
- 女：千秋公主嫁千秋殿君、寶華公主、文德王后嫁成宗(第6代國王)
- 加謚：安静→宣明→懿正→信敬→恭平→静睿。
- 光宗的第1妃

### 慶和宮夫人林氏
- 父親：恵宗，母親：義和王后

## 景宗
高麗第5代王

### 獻肅王后金氏
- 父親：新羅敬順王

### 獻懿王后劉氏
- 父親：宗室文元大王(太祖、神明順成王太后劉氏之子)，母親：文惠王后（太祖、貞徳王后柳氏之女）。

### 獻哀王后皇甫氏
- 父親：戴宗，母親：宣義王后柳氏
- 子：穆宗
- 為景宗之堂姊妹

### 獻貞王后皇甫氏
- 父親：戴宗，母親：宣義王后柳氏
- 子：顯宗(與太祖之子安宗（戴宗之異母弟）私通而產下顯宗)[3]
- 為景宗之堂姊妹

### 大明宮夫人柳氏
- 父親：宗室元莊太子（太祖之子，景宗之伯父），母親：興芳公主(母親：神明王太后劉氏)

## 成宗
高麗第6代王(戴宗王旭之次子)

### 文德王后劉氏
- 父親：光宗
- 前夫：弘徳院君王圭，王圭死後與成宗再婚
- 女：穆宗王后・宣正王后劉氏生母

### 文和王后金氏
- 本貫：善州
- 父親：贈侍中金元崇，母親：和義郡大夫人王氏
- 女：顯宗王后．元貞王后
- 初封延興宮主或玄德宮主

### 延昌宮夫人崔氏
- 本貫：不詳
- 父親：右僕射崔行言
- 女：顯宗王后．元和王后

## 穆宗
高麗第7代王(高麗第4代王，光宗之孫)

### 宣正王后劉氏
- 父親：弘徳院君 王圭，母親：成宗王后・文徳王后劉氏

### 宮人 金氏
- 本貫：慶州
- 新羅元聖王之遠孫
- 號邀石宅宮人

## 顯宗
高麗第8代王(實為安宗王郁之子)

### 元貞王后金氏
- 父親：成宗
- 封爵：顯宗即位後初封玄徳王后
- 元貞王后與元和王后為姊妹

### 元成太后金氏
- 本貫：安山
- 父親：侍中 金殷傅
- 子：德宗、靖宗
- 女：仁平王后嫁文宗、景肅公主
- 與元惠王后、元平王后為姊妹

### 元和王后崔氏
- 父親：成宗
- 女：孝静公主(?~1030年(顯宗21年)(初封積慶公主)、天壽殿主
- 元成太后、元惠王后與元平王后為三姊妹

### 元惠王后金氏
- 本貫：安山
- 父親：侍中 金殷傅
- 子：文宗、平壤公基
- 女：孝思王后
- 元成太后、元惠王后與元平王后為三姊妹

### 元穆王后徐氏
- 本貫：利川
- 父親：內史令 徐訥，生母：利川郡夫人崔氏，繼母：利川郡大君鄭氏
- 顯宗十三年八月納為淑妃稱興盛宮主

### 元平王后金氏
- 本貫：安山
- 父親：侍中 金殷傅
- 元成太后、元惠王后與元平王后為三姊妹

### 元順淑妃金氏
- 本貫：不詳
- 父親：平章事金因渭
- 女：徳宗王妃．敬成王后
- 初封景興院主，顯宗十五年正月冊為徳妃，後改封元順淑妃

### 元容王后柳氏
- 父親：宗室敬章太子
- 顯宗四年五月納為妃

### 元質貴妃王氏
- 本貫：清州
- 父親：中書令王可道

### 貴妃庾氏
- 本貫：不詳
- 父親：不詳
- 初為宮人，顯宗十六年封貴妃

### 宮人朴氏
- 本貫：全州
- 父親：内給事同正 朴温其
- 女：阿志嫁檢校少監 井民相

### 宮人韓萱英
- 本名：萱英
- 本貫：楊州
- 父親平章事韓藺卿
- 子：檢校太師 忠。

### 宮人李氏
- 本貫：不詳
- 父親：給事中 李彥述

## 德宗
高麗第9代王(實為安宗王郁之孫)

### 敬成王后金氏
- 父親：顯宗
- 與孝思王后金氏為姊妹
- 與德宗為同父異母

### 敬穆賢妃王氏
- 本貫：不詳
- 父親：中書令 王可道
- 女：殤懷公主(早卒)

### 孝思王后金氏
- 父親：顯宗
- 與敬成王后金氏為姊妹

### 李氏
- 本貫：扶餘郡
- 父親：工部侍郎李稟焉
- 與靖宗後宮．容穆王后李氏為姊妹

### 劉氏
- 本貫：忠州
- 父親：檢校少監劉寵居
- 史皆失其稱號

## 靖宗
高麗第10代王(實為安宗王郁之孫)

### 容信王后韓氏
- 本貫：湍州
- 父親：贈門下侍中韓祚
- 與容懿王后韓氏為姊妹。

### 容懿王后韓氏
- 本貫：湍州
- 父親：贈門下侍中韓祚
- 與容信王后韓氏為姊妹。

### 容穆王后李氏
- 本貫：扶餘郡
- 父親：工部侍郎李稟焉
- 女：悼哀公主(?~1056年(文宗十一年))，謚悼哀
- 與德宗後宮．李氏為姊妹

### 容節德妃金氏
- 本貫：慶州
- 父親：門下侍中金元沖
- 初號延興宮主，肅宗七年(1100年)三月卒，肅宗降教書追封德妃謚容節

### 延昌宮主盧氏
- 本貫：不詳
- 父親：不詳
- 靖宗聞其美而納宮中

## 文宗
高麗第11代王((實為安宗王郁之孫)

### 仁平王后金氏
- 父親：顯宗
- 與文宗為同父異母

### 仁睿順德太后李氏
- 本貫：仁州
- 父親：中書令李子淵
- 子：順宗、宣宗、肅宗、大覚国師、常安公、普応僧統、金官侯、卞韓侯、楽浪侯、聡慧首座
- 女：積慶宮主嫁扶餘公、保寧宮主嫁樂浪公瑛
- 與仁敬賢妃李氏、仁節賢妃李氏為姊妹。(仁睿順德太后李氏為大姊)
- 初號延德宮主，文宗六年二月封為王妃

### 仁敬賢妃李氏
- 本貫：仁州
- 父親：中書令 李子淵
- 子：朝鮮公、扶餘公、辰韓公
- 與仁睿順德太后李氏、仁節賢妃李氏為姊妹。(仁睿順德太后李氏為大姊)
- 初號壽寧宮主，文宗三十六年正月封賢妃

### 仁節賢妃李氏
- 本貫：仁州
- 父親：中書令李子淵
- 與仁睿順德太后李氏、仁敬賢妃李氏為姊妹。(仁睿順德太后李氏為大姊)
- 初號崇敬宮主，文宗三十六年七月卒

### 仁穆德妃金氏
- 本貫：不詳
- 父親：侍中金元沖
- 初號崇化宮主

## 順宗
高麗第12代王(高麗第11代王，文宗之子)

### 貞懿王后王氏
- 父親：宗室平壤公 基

### 宣禧王后金氏
- 本貫：慶州
- 父親：大卿金良儉
- 初號延福宮主

### 長慶宮主李氏
- 本貫：仁州
- 父親：戶部郎中李顥
- 順宗駕崩後，長慶宮主在外宮與宮奴私通被廢[4]

## 宣宗
高麗第13代王(高麗第11代王，文宗之子)

### 貞信賢妃李氏
- 本貫：仁州
- 父親：平章事李預
- 女：敬和王后睿宗王妃
- 宣宗為國原公時納為妃

### 思肅太后李氏
- 本貫：仁州
- 父親：工部尚書李碩
- 子：獻宗
- 女：遂安宅主(天生眼盲，終身不嫁，仁宗六年卒)
- 宣宗為國原公時納之，初號延和宮妃，宣宗即位冊為王妃

### 元信宮主李氏
- 本貫：仁州
- 父親：平章事李頲
- 子：漢山侯昀
- 初號元禧宮妃
- 元信宮主之兄長欲立漢山侯為王，事跡敗露被誅，肅宗即位後將元信宮主及漢山侯流放至慶源郡

## 獻宗
高麗第14代王(高麗第13代王，宣宗(高麗第11代王，文宗之次子)之長子)

## 肅宗
高麗第15代王(高麗第11代王，文宗之子)

### 明懿太后柳氏
- 本貫：貞州
- 父親：門下侍中柳洪
- 子：睿宗、上黨侯、圓明國師、帯方公、大原公、齊安公、通義侯、
- 女：大寧宮主嫁淮安伯沂、興壽宮主嫁承化伯楨、安壽宮主嫁廣平公源、福寧宮主嫁晉康伯演
- 初封明福宮主後改延徳宮主

## 睿宗
高麗第16代王

### 敬和王后李氏
- 父親：宣宗
- 為睿宗之堂姊妹

### 文敬太后李氏
- 本貫：不詳
- 父親：朝鮮國公 李資謙[5]
- 子：仁宗
- 女：承徳宮主嫁漢南伯 杞、興慶宮主嫁安平公 璥
- 初號延德宮主
- 與仁宗的兩位廢妃李氏為姊妹(文敬太后李氏為大姊)

### 文貞王后王氏
- 父親：宗室辰韓侯王愉
- 睿宗駕崩後，搬至永貞宮，仁宗七年封貴妃，仁宗十六年過世

### 淑妃崔氏
- 本貫：不詳
- 父親：參政崔湧
- 初號長信宮主，仁宗七年封淑妃

## 仁宗
高麗第17代王

### 廢妃李氏
- 本貫：不詳
- 父親：朝鮮國公李資謙[6]
- 因其父李資謙作亂被廢，但對該位廢妃李氏仍為優渥[7]
- 與睿宗王妃．文敬太后及另一位廢妃李氏為姊妹(文敬太后李氏為大姊)
- 為仁宗之阿姨

- 本貫：不詳
- 父親：朝鮮國公 李資謙[8]
- 因其父李資謙作亂被廢，但對該位廢妃李氏仍為優渥[9]
- 與睿宗王妃．文敬太后及另一位廢妃李氏為姊妹(文敬太后李氏為大姊)
- 為仁宗之阿姨

### 恭睿太后任氏
- 本貫：不詳
- 父親：中書令任元厚
- 子：毅宗、大寧侯、明宗、元敬國師、神宗
- 女：承慶宮主嫁恭化侯 瑛、德寧宮主嫁江陽公 瑊、昌樂宮主嫁信安侯 珹、永和宮主嫁邵城侯 珙

### 宣平王后金氏
- 本貫：不詳
- 父親：兵部尚書 金璿
- 仁宗五年納為次妃，毅宗即位後尊為王太妃(延壽宮主)

## 毅宗
高麗第18代王(高麗第17代王，仁宗之子)

### 莊敬王后金氏
- 父親：宗室江陵公金溫
- 子：孝靈太子 祈
- 女：敬德宮主嫁司空王評、安貞宮主[10]嫁司徒 咸寧伯璞、和順宮主嫁廣陵侯沔

### 莊宣王后崔氏
- 本貫：不詳
- 父親：參知政崔事端

## 明宗
高麗第19代王(高麗第17代王，仁宗之子)

### 光靖太后金氏
- 父親：江陵公金溫
- 子：康宗
- 女：延禧宮主嫁寧仁伯 稹、壽安宮主嫁昌化伯 祐
- 初封義靜王后

## 神宗
高麗第20代王(高麗第17代王，仁宗之子)

### 宣靖太后金氏
- 父親：江陵公 金溫
- 子：熙宗、襄陽公
- 女：孝懷公主(又稱興德宮主)[11]嫁河源公 瑃、敬寧宮主嫁始興伯 侹

## 熙宗
高麗第21代王(高麗第20代王，神宗之子)

### 成平王后任氏
- 父親：寧仁侯 任稹
- 卒年：高宗三十四年(1247年)
- 子：昌原公祉、昌原公祉、 始寧侯椲、 慶原公祚、 大禅師 鏡智、 冲明國師 覺膺
- 女：安惠太后嫁高宗、永昌公主嫁丹陽伯 楈、德昌宮主嫁永嘉侯 崔瑼、嘉順宮主嫁新安公 恮、貞禧宮主嫁永安公 僖
- 熙宗七年封咸平宮主

## 康宗
高麗第22代王(高麗第19代王，明宗之子)

### 思平王后李氏
- 本貫：不詳
- 父親：李義方
- 女：壽寧宮主嫁河源公 瑃
- 因其父-李義方與鄭仲夫、李高等武臣發動政變，之後被崔忠獻誅，思平王后一同被廢

### 元德太后柳氏
- 父親：信安侯 柳珹
- 子：高宗
- 康宗元年冊延德宮主

## 高宗
高麗第23代王

### 安惠太后柳氏
- 父親熙宗
- 子：元宗、安慶公 柳淐
- 女：壽興宮主嫁新陽公
- 初封承福宮主

## 元宗
高麗第24代王

### 順敬太后金氏
- 本貫：慶州
- 父親：莊翼公金若先
- 子：忠烈王
- 生下忠烈王後過世，元宗三年追封静順王后，忠烈王即位追尊為順敬太后
- 初封敬穆賢妃

### 慶昌宮主柳氏
- 父親：新安公 柳佺
- 子：始陽侯、順安公
- 女：慶安宮主嫁齊安公 淑、成寧宮主嫁廣平公 譓
- 忠烈王三年因誣坐咒詛被廢為庶人

## 忠烈王
高麗第25代王

### 莊穆王后
- 父親：元世祖（元代齊國大長公主）
- 本名：忽都魯揭里迷失
- 子：忠宣王

### 貞信府主王氏
- 父親：始安公 王絪
- 忠宣王二年有人投匿名信誣陷貞和宮主詛咒齊國大長公主，後得柳璥解釋令其移居他別宮並不得與忠宣王有相通，齊國大長公主過世後，奉迎回宮並育有子女。[12]
- 子：江陽公 滋
- 女：静寧院妃齊安公 淑、明順院妃嫁漢陽公 譓

### 侍婢 盤珠
- 本貫：不詳
- 父親：不詳
- 子：小君 湑(小君有妾子之意)[13]

### 淑昌院妃金氏
- 本貫：不詳
- 父親：威烈公金就礪之孫女、尉衛尹金良鑑之女
- 前夫：進士崔文(之後崔文過世)
- 齊國大長公主過世後，因有姿色被忠烈王納為妃[14]

### 宮人柴無比
- 本貫：不詳
- 父親：不詳

## 忠宣王
高麗第26代王

### 薊國大長公主
- 父親：元晉王 甘麻剌
- 本名：寶塔實憐
- 1297年5月病死

### 趙妃
- 本貫：祥原郡
- 父親：平壤君趙仁規

### 懿妃
- 本貫：蒙古
- 父親：不詳
- 本名：也速真
- 子：忠肅王

### 靜妃王氏
- 父親：西原侯 王瑛

### 順和院妃洪氏
- 本貫：南陽
- 父親：府院君洪奎
- 忠宣王的第4妃

### 順妃許氏
- 本貫：巖縣
- 父親：中贊許珙
- 前夫：平陽公(與其育有三男四女)，平陽公死後，與忠宣王再婚。

## 忠肅王
高麗第27代王

### 曹國長公主金童
- 父親：元順宗之子．魏王 阿木哥
- 本名：金童
- 子：龍山元子

### 慶華公主
- 本貫：蒙古
- 父親：不詳
- 忠肅王在元當人質時與之成親
- 本名：伯顔忽都
- 1344年過世，1367年追封為肅恭徽寧公主

### 濮國長公主
- 父親：元營王 也先帖木兒
- 本名：亦憐真八刺

### 明德太后洪氏
- 本貫：南陽
- 父親：府院君洪奎
- 生於1298年(忠烈王24年)-歿於1380年
- 子：忠惠王、恭愍王
- 封爵：徳妃→文睿→大妃(即文睿大妃)→崇敬大妃→恭元→明徳太后

### 壽妃權氏
- 本貫：福州
- 父親：左常侍權衡
- 前夫：密直 商議王全信之子王衡，之後忠肅王再婚[15]

## 忠惠王
高麗第28代王

### 德寧公主
- 生年不詳-1375年
- 父親：元國 鎮西武靖王 焦八
- 本名：亦憐真班
- 子：忠穆王
- 女：長寧翁主嫁元 魯王
- 1367年元朝封貞順淑儀公主

### 禧妃尹氏
- 本貫：坡平縣
- 父親：贊成事尹繼宗
- 子：忠定王

### 和妃洪氏
- 本貫：不詳
- 父親：評理洪鐸

### 銀川翁主林氏
- 本貫：不詳
- 父親：商人林信
- 子：釋器
- 忠惠王納為和妃林氏，忠惠王為了逗她封為銀川翁主(其意為沙器翁主，因父親以賣沙器為業)

## 忠穆王
高麗第29代王(12歲死亡)

## 忠定王
高麗第30代王(元朝指使恭愍王毒殺忠定王)

## 恭愍王
高麗第31代王

### 仁德王后
- 父親：元 魏王孛罗帖木儿（元代魯國大長公主）
- 本名：寶塔失里
- 1365年死去

### 般若
- 玉川寺 私婢
- 子：禑王（幼名：牟尼奴）

### 惠妃李氏
- 本貫：雞林
- 父親：府院君李齊賢
- 剃髮為尼[16]

### 益妃韓氏[17]
- 父親：宗室 德豐君 義

### 定妃安氏
- 本貫：竹州
- 父親：竹城君 安克仁

### 慎妃廉氏
- 本貫：瑞原縣
- 父親：曲城府院君廉悌臣
- 剃髮為尼[18]

## 禑王
高麗第32代王

### 謹妃李氏
- 禑王的第1妃
- 本貫：慶尚南道
- 父親：鐵城府院君李琳
- 子：昌王

### 寧妃崔氏
- 父親：崔瑩
- 1388年8月入宮。
- 禑王死後、十多日未進食每日抱著禑王屍體哭[19]

## 昌王
高麗第33代王

## 恭讓王
高麗第34代王

### 順妃盧氏
- 本貫：交河郡
- 父親：昌城君盧稹
- 子：

- 世子:定城君 奭

- 女：

- 肅寧宮主→益川君 緝
- 貞信宮主→丹陽君 禹成範
- 敬和宮主→晉原君 姜淮季

## 關連項目及參考文獻
- 高麗史
- 高麗史88卷-列傳1-后妃
- 高麗史90傳-列傳3-室宗
- 高麗史91卷-列傳4-公主